# Хэкетт, Грант
Грант Джордж Хэ́кетт (англ. Grant George Hackett; род. 9 мая 1980 года) — австралийский пловец на средние и длинные дистанции вольным стилем. Трёхкратный олимпийский чемпион, 17-кратный чемпион мира (10 раз в 50-метровом бассейне и 7 раз в 25-метровом), 5-кратный чемпион Игр Содружества. Единственный в мире пловец, побеждавший на одной и той же дистанции на четырёх чемпионатах мира подряд (в 1998, 2001, 2003 и 2005 годах на дистанции 1500 м вольным стилем). Лучший пловец мира 2005 года по версии журнала «Swimming World».

## Биография
Владел мировыми рекордами на дистанциях 200 метров (5 месяцев в 1999 году), 800 метров (2005—2009), 1500 метров (2001—2011) вольным стилем на «длинной воде», а также 400 метров (1999—2009),800 метров(2001-2023)  и 1500 метров (1998—2015) вольным стилем на «короткой воде». Мировые рекорды Хэкетта на дистанциях 800 метров на короткой воде и 1500 метров на «длинной» и «короткой воде» были единственными, которые устояли в 2008—2009 годах, когда были выпущены полиуретановые костюмы, которые существенно повысили скорость пловцов. Также Хэкетт входил в эстафетные сборные Австралии, которые устанавливали мировые рекорды в эстафетах 4×200 м вольным стилем на «длинной» и «короткой воде».
Завершил спортивную карьеру в 2008 году, после чего занялся банковской деятельностью.
В 2015 году вернулся в плавание и отобрался в состав сборной Австралии на чемпионат мира в Казани. На чемпионате Грант выиграл бронзу в составе эстафетной команды Австралии 4×200 метров вольным стилем. Хэкетт плыл на первом этапе в предварительном заплыве (1:47,83), в финале он не выступал, однако получил медаль. Эту награду Хэкетт выиграл спустя 17 лет после своей первой медали на чемпионате мира в Перте.